# Biathlon aux Jeux olympiques de 1980
Navigation
Innsbruck 1976 Sarajevo 1984
Les épreuves de biathlon aux Jeux olympiques d'hiver de 1980 ont lieu sur le complexe de ski de fond du Mont Van Hoevenberg entre le 16 au 22 février 1980.

## Faits marquants
Ces compétitions ont été dominées par les biathlètes de l'Est, les Soviétiques et les Est-Allemands obtenant huit des neuf médailles mises en jeu et ne laissant qu'une médaille de bronze aux relayeurs ouest-allemands.
Anatoliy Alyabyev avec trois médailles (deux d'or et une de bronze) a été le biathlète le plus médaillé de ces Jeux. Son compatriote Alexandre Tikhonov y a obtenu son quatrième consécutif en relais et sa cinquième médaille personnelle.

## Médailles

### Tableau des médailles
| Rang  | Nation               | Or | Argent | Bronze | Total |
| ----- | -------------------- | -- | ------ | ------ | ----- |
| 1     | Union soviétique     | 2  | 1      | 1      | 4     |
| 2     | Allemagne de l'Est   | 1  | 2      | 1      | 4     |
| 3     | Allemagne de l'Ouest | 0  | 0      | 1      | 1     |
| Total | Total                | 3  | 3      | 3      | 9     |

### Podiums
| Épreuve           | Or                                                                                      | Argent                                                                     | Bronze                                                                       |
| ----------------- | --------------------------------------------------------------------------------------- | -------------------------------------------------------------------------- | ---------------------------------------------------------------------------- |
| 10 km sprint      | Frank Ullrich                                                                           | Vladimir Alikin                                                            | Anatoli Aliabiev                                                             |
| 20 km individuel  | Anatoli Aliabiev                                                                        | Frank Ullrich                                                              | Eberhard Rösch                                                               |
| Relais 4 × 7,5 km | Union soviétique Vladimir Alikin Alexandre Tikhonov Vladimir Barnachov Anatoli Aliabiev | Allemagne de l'Est Mathias Jung Klaus Siebert Frank Ullrich Eberhard Rösch | Allemagne de l'Ouest Franz Bernreiter Hans Estner Peter Angerer Gerd Winkler |

## Résultats

### 10 km sprint
Le 10 kilomètres a lieu le 19 février.
| Rang                                | Nom                | Nation               | Pénalités | Temps         | Retard        |
| ----------------------------------- | ------------------ | -------------------- | --------- | ------------- | ------------- |
| Médaille d'or, Jeux olympiques      | Frank Ullrich      | Allemagne de l'Est   | 2         | 32 min 10 s 7 | -             |
| Médaille d'argent, Jeux olympiques  | Vladimir Alikin    | Union soviétique     | 0         | 32 min 53 s 1 | +42 s 4       |
| Médaille de bronze, Jeux olympiques | Anatoli Aliabiev   | Union soviétique     | 1         | 33 min 09 s 2 | +58 s 5       |
| 4                                   | Klaus Siebert      | Allemagne de l'Est   | 2         | 33 min 32 s 8 | +1 min 22 s 1 |
| 5                                   | Kjell Søbak        | Norvège              | 1         | 33 min 34 s 6 | +1 min 24 s 0 |
| 6                                   | Peter Zelinka      | Tchécoslovaquie      | 1         | 33 min 45 s 2 | +1 min 34 s 5 |
| 7                                   | Odd Lirhus         | Norvège              | 2         | 34 min 10 s 4 | +1 min 59 s 7 |
| 8                                   | Peter Angerer      | Allemagne de l'Ouest | 4         | 34 min 13 s 4 | +2 min 02 s 7 |
| 9                                   | Alexandre Tikhonov | Union soviétique     | 2         | 34 min 14 s 9 | +2 min 04 s 2 |
| 10                                  | Gerd Winkler       | Allemagne de l'Ouest | 1         | 34 min 24 s 2 | +2 min 13 s 5 |

### 20 km individuel
Le 20 kilomètres a lieu le 16 février.
| Rang                                | Nom                | Nation             | Temps réel        | Pénalités (minutes) | Résultat          | Retard        |
| ----------------------------------- | ------------------ | ------------------ | ----------------- | ------------------- | ----------------- | ------------- |
| Médaille d'or, Jeux olympiques      | Anatoli Aliabiev   | Union soviétique   | 1 h 08 min 16 s 3 | 0                   | 1 h 08 min 16 s 3 | -             |
| Médaille d'argent, Jeux olympiques  | Frank Ullrich      | Allemagne de l'Est | 1 h 05 min 27 s 8 | 3                   | 1 h 08 min 27 s 8 | +11 s 5       |
| Médaille de bronze, Jeux olympiques | Eberhard Rösch     | Allemagne de l'Est | 1 h 09 min 11 s 7 | 2                   | 1 h 11 min 11 s 7 | +2 min 55 s 4 |
| 4                                   | Svein Engen        | Norvège            | 1 h 08 min 30 s 2 | 3                   | 1 h 11 min 30 s 2 | +3 min 13 s 9 |
| 5                                   | Erkki Antila       | Finlande           | 1 h 07 min 32 s 3 | 4                   | 1 h 11 min 32 s 3 | +3 min 16 s 0 |
| 6                                   | Yvon Mougel        | France             | 1 h 08 min 33 s 6 | 3                   | 1 h 11 min 33 s 6 | +3 min 17 s 3 |
| 7                                   | Vladimir Barnachov | Union soviétique   | 1 h 07 min 49 s 5 | 4                   | 1 h 11 min 49 s 5 | +3 min 33 s 2 |
| 8                                   | Vladimir Alikin    | Union soviétique   | 1 h 06 min 05 s 3 | 6                   | 1 h 12 min 05 s 3 | +3 min 49 s 0 |
| 9                                   | André Geourjon     | France             | 1 h 10 min 53 s 4 | 2                   | 1 h 12 min 53 s 4 | +4 min 37 s 1 |
| 10                                  | Arduino Tiraboschi | Italie             | 1 h 11 min 06 s 0 | 2                   | 1 h 13 min 06 s 0 | +4 min 49 s 7 |

### Relais 4 × 7,5 km
Le relais 4 × 7,5 kilomètres a lieu le 22 février.
| Rang                                | Équipe                                                                                  | Pénalités            | Résultat                                                                       |
| ----------------------------------- | --------------------------------------------------------------------------------------- | -------------------- | ------------------------------------------------------------------------------ |
| Médaille d'or, Jeux olympiques      | Union soviétique Vladimir Alikin Alexandre Tikhonov Vladimir Barnachov Anatoli Aliabiev | 0+12 0+2 0+3 0+4     | 1 h 34 min 03 s 27 22 min 40 s 71 23 min 44 s 60 23 min 48 s 36 23 min 49 s 60 |
| Médaille d'argent, Jeux olympiques  | Allemagne de l'Est Mathias Jung Klaus Siebert Frank Ullrich Eberhard Rösch              | 3+18 0+3 2+6 0+4 1+5 | 1 h 34 min 56 s 99 23 min 03 s 85 24 min 47 s 64 23 min 01 s 26 24 min 04 s 24 |
| Médaille de bronze, Jeux olympiques | Allemagne de l'Ouest Franz Bernreiter Hans Estner Peter Angerer Gerd Winkler            | 2+15 2+3 0+4         | 1 h 37 min 30 s 26 24 min 53 s 58 24 min 31 s 97 23 min 31 s 20 24 min 33 s 51 |
| 4                                   | Norvège Svein Engen Kjell Søbak Odd Lirhus Sigleif Johansen                             | 3+17 1+5 0+5 2+3 0+4 | 1 h 38 min 11 s 76 24 min 52 s 10 24 min 03 s 15 24 min 08 s 66 25 min 07 s 85 |
| 5                                   | France Yvon Mougel Denis Sandona André Geourjon Christian Poirot (de)                   | 0+15 0+2 0+5 0+4     | 1 h 38 min 23 s 36 23 min 30 s 07 25 min 14 s 71 24 min 44 s 46 24 min 54 s 12 |
| 6                                   | Autriche Rudolf Horn Franz-Josef Weber Josef Koll Alfred Eder                           | 4+11 0+5 4+3 0+2 0+1 | 1 h 38 min 32 s 02 23 min 59 s 95 25 min 56 s 99 24 min 37 s 12 23 min 57 s 96 |
| 7                                   | Finlande Keijo Kuntola Erkki Antila Kari Saarela Raimo Seppänen                         | 6+15 1+4 3+5 0+3 2+3 | 1 h 38 min 50 s 84 24 min 18 s 98 25 min 04 s 17 24 min 14 s 45 25 min 13 s 24 |
| 8                                   | États-Unis Martin Hagen Lyle Nelson Donald Nielsen, Jr, Peter Hoag, Jr,                 | 0+13 0+3 0+5 0+2 0+3 | 1 h 39 min 24 s 29 24 min 25 s 46 24 min 43 s 61 24 min 31 s 29 25 min 03 s 6  |
| 9                                   | Italie Arduino Tiraboschi Adriano Darioli Celestino Midali Luigi Weiss                  | 2+15 0+3 1+4 1+5     | 1 h 40 min 20 s 79 24 min 15 s 71 24 min 27 s 55 25 min 45 s 94 25 min 51 s 59 |
| 10                                  | Suède Sven Fahlén Per Andersson Sören Wikström Ronnie Adolfsson                         | 6+16 3+6 1+3 0+2 2+5 | 1 h 40 min 44 s 62 25 min 46 s 60 25 min 06 s 56 24 min 11 s 80 25 min 39 s 66 |